# Stäubender Zwitterling
Der Stäubende Zwitterling (Asterophora lycoperdoides, Syn.: Nyctalis asterophora) ist eine Pilzart aus der Familie der Raslingsverwandten.

## Merkmale
Der Stäubende Zwitterling bildet meist gruppenweise oder büschelig wachsende Fruchtkörper mit 1–2 cm breiten Hüten, die zuerst weißlich-flockig, später durch den Zerfall in Chlamydosporen zimtfarben bis bräunlich mehlig bestäubt werdend. Die Lamellen sind hellgrau, dick, sie stehen entfernt und sind nur undeutlich ausgebildet und können auch völlig fehlen. Der Stiel wird bis zu 3 cm lang und 3–5 mm stark, er ist weißlich gefärbt, später bräunlich werdend und schwärzend, oft ist er verbogen, zuletzt wird der Stiel hohl. Das Fleisch ist blass. Die Fruchtkörper riechen und schmecken mehlartig. Die Hutoberfläche zerfällt im Alter in bräunliche, oval-rundliche, warzige bis stumpf-stachelige Chlamydosporen, die 13–20 µm lang und 10–20 µm breit werden. Die Basidosporen sind glatt, elliptisch und durchscheinend (hyalin).

## Ökologie
Der Stäubende Zwitterling wächst saprobiontisch auf verfaulenden Fruchtkörpern von Schwärztäublingen, vor allem auf Russula adusta, Russula densifolia und Russula nigricans, seltener auch auf Milchlingen, z. B. Lactarius vellereus. Die Art wird in verschiedenen Wäldern, vor allem Buchen-, Buchen-Tannen-, Fichten-Tannenwäldern sowie in Fichtenforsten gefunden. Sie kommt offenbar nur auf sauren oder neutralen und nicht auf basischen Böden, an feuchten Stellen vor. Die Fruchtkörper erscheinen in Mitteleuropa besonders in regenreichen Jahren von Ende Juli bis Anfang November.

## Verbreitung
Der Stäubende Zwitterling ist in der Holarktis verbreitet und wird in Sibirien, Japan und Nordamerika gefunden. In Europa kommt er von den Balearen, Korsika, Italien und Rumänien über West- und Mitteleuropa bis Estland, Dänemark und Schweden vor.

## Bedeutung
Der Stäubende Zwitterling kommt als Speisepilz nicht in Frage.